# Currículo oculto
Se llama currículo oculto a aquellos aprendizajes y mensajes que son incorporados por los estudiantes, aunque algunas de sus cualidades no figuren de forma explícita en el currículo oficial. Según las circunstancias y las personas en contacto con los estudiantes dichos contenidos pueden o no, ser "enseñados" con intención expresa. Cualquier entorno, incluso actividades sociales y recreativas tradicionales, pueden brindar aprendizajes no buscados o intencionados, ya que el aprendizaje se vincula no solo a las escuelas sino también a las experiencias por las que pasa una persona (sean escolares o no).
El currículo oculto se concibe como el conjunto de normas, valores, creencias no afirmadas explícitamente que se transmiten a los estudiantes a través de las estructuras significativas subyacentes tanto de la vida escolar como de las relaciones de la vida escolar y del aula y que trascienden a lo expresado en currículo prescrito o normativo. 
Frecuentemente, currículo oculto se refiere a conocimientos adquiridos en las escuelas primarias y secundarias, normalmente con una connotación negativa producto de la forma subrepticia de influir sobre personas en formación. Por ejemplo, generan rechazo los objetivos de algunos sistemas educativos de promover el desarrollo intelectual con ciertos sesgos, o la acción de personas asociadas a corrientes ideológicas determinadas que utilizan su posición para influir sobre el desarrollo de sus estudiantes e inducirlos a adherir a puntos de vista afines a su posición ideológica. En este contexto el currículo oculto puede reforzar las desigualdades sociales existentes mediante la enseñanza de temas y comportamientos en función de la clase y estatus social de los estudiantes, o puede servir como una herramienta para manipular estudiantes induciéndolos hacia organizaciones foráneas al ámbito educativo (religiosas, políticas..). El currículo oculto puede hacer referencia también a la transmisión de normas, valores y creencias que acompañan a los contenidos educativos formales y a las interacciones sociales en el seno de estos centros educativos.
El concepto que expresa el currículo oculto es la idea de que los centros educativos hacen más que la simple transmisión de conocimiento, que establecen los currículos oficiales. Tras esto subyace el tema de las implicancias sociales, los cimientos políticos y los productos culturales de las actividades educativas modernas. Mientras que las primeras aproximaciones trataron de identificar la naturaleza antidemocrática escolar, estudios posteriores han tomado distintos matices, incluidos los referidos al socialismo, el capitalismo, y el anarquismo en la educación.
La relevancia que posee el currículo oculto en el campo pedagógico radica en una forma de evocar y reconocer los hechos que ocurren dentro de la escuela como una selección de contenidos para su enseñanza, la asimilación de normas, acciones de los maestros y la cultura generada en el espacio educativo.

## Historia educativa
Cuando se consideran las implicaciones sociales del currículo oculto, es útil recordar que para los fundadores del currículo educativo el control social era un elemento en consideración. Los primeros trabajos en este campo fueron influenciados por la noción de la preservación de los privilegios sociales, los intereses y el conocimiento de un grupo en el seno de la población valía la explotación de los grupos menos poderosos. Con el tiempo esta teoría ha perdido fuerza.
El contenido y estructura del currículo oculto es analizado por varias teorías educativas que se ocupan del rol de los centros educativos en la socialización. Según Henry Giroux y Anthony Penna, tres de estas teorías dan una visión estructural-funcional de la escolarización, una visión fenomenológica referida a la "nueva" sociología de la educación, y una visión crítica radical correspondiente al análisis neomarxista de la teoría y la práctica de la educación. 
- El punto de vista estructural-funcional se centra en cómo las normas y valores son acarreados en el seno de los centros educativos y cómo sus necesidades para el funcionamiento de la sociedad devienen en su aceptación.

- El punto de vista fenomenológico sugiere que el significado es creado a través de encuentros e interacciones situacionales, e implica que el conocimiento es de alguna manera objetivo.

- La crítica radical reconoce la relación entre la reproducción económica y la cultural y fuerza las relaciones entre las prácticas sociales, la ideología y la teoría del aprendizaje.

Mientras que las dos primeras teorías han contribuido al análisis del currículo oculto, el punto de vista de la crítica radical de la escolarización proporciona una visión más profunda. La misma reconoce los aspectos de la perpetuación económica y social en la educación que están representados en el currículo oculto. También recoge el significado de características abstractas como teoría e ideología que ayudan a definir este fenómeno.

## Currículum oculto e ideología
Otra de las funciones que identifica al currículo oculto, es la transmisión de ideologías dominantes las cuales condensan los intereses de sectores que detentan el poder. Este binomio requiere de un acercamiento histórico que permita identificar los fenómenos propios de un momento determinado, analizar las desigualdades sociales, económicas, de trabajo y cultura; así como del sistema escolar. El reconocimiento de la transmisión ideológica a modo de currículo oculto, visualiza sesgos, prejuicios, estereotipos y hábitos que se condensan en los procesos de formación. Así  mismo, se reconocen ciertas operaciones de los contenidos que distorsionan la realidad: 1-La supresión de contenidos, 2-Adiciones de contenidos, 3-Deformaciones cuantitativas de contenidos, 4-Deformaciones cualitativas de contenidos, 5-Denominación por lo contrario o inverso, 6-Desvío de la atención y 6-Alusiones a la complejidad del tema y sus dificultades para conocerlo.En otras palabras, considera que la ideología es una representación determinada del mundo que implica una selección cultural y es ofrecida a la sociedad vía escolarización. Por lo tanto, desde la postura crítica, el currículo oculto puede representar intereses de represión, de emancipación o sesgos propios en la construcción de las identidades estudiantiles y docentes.

## Función
Aunque el currículo oculto incorpora gran cantidad de conocimiento a los estudiantes, en algunas ocasiones tiene una connotación negativa dado los valores que promueve entre clases y estatus sociales. Por ejemplo, Pierre Bourdieu afirma que el capital relacionado con la educación debe ser accesible para promover los logros académicos. La eficacia de los centros educativos se ve limitada por la distribución desigual de estas formas de capital. El currículo oculto constituye una forma de capital educativo, su eficacia a veces depende de la capacidad y orientación que poseen los centros educativos. Como medio de control social el currículo oculto promueve la aceptación de un destino social sin atender a consideraciones racionales y reflexivas. Atendiendo a Elizabeth Vallance, las funciones del currículo oculto en Estados Unidos incluyen "la inculcación de valores, la socialización política, el adiestramiento en la obediencia y en la docilidad, y la perpetuación de las funciones estructurales de las clases tradicionales que pueden ser caracterizadas generalmente como control social", El currículo oculto puede estar también asociado con el reforzamiento de la desigualdad social, como se ha evidenciado por el desarrollo de las diferentes relaciones con el capital sobre la base de los tipos de trabajo y a las actividades relacionadas con el trabajo asignadas a estudiantes de diferentes clases sociales.

## Educación superior y recorridos educativos
Mientras que los estudios en currículo oculto principalmente se centran en la educación primaria y secundaria, los estudios superiores también se ven afectados por los efectos de este conocimiento latente. Por ejemplo, la predisposición de género se hace presente en determinados campos de estudio; la calidad y las experiencias asociadas con la educación precedente se hace más significativa; y la clase, el género, y la raza se hacen más evidentes en los niveles educativos superiores. Un aspecto adicional del currículo oculto que juega una parte importante en el desarrollo de los estudiantes y sus destinos son los recorridos educativos. Este método de imponer itinerarios educacionales y de carreras entre los estudiantes a edades juveniles se apoya en factores variados tales como la clase y el estatus para reforzar las diferencias socioeconómicas.